# اچ‌ام‌اس ای۳
اچ‌ام‌اس ای۳ (به انگلیسی: HMS A3) یک زیردریایی بود که طول آن ۱۰۵٫۲۵ فوت (۳۲٫۰۸ متر) بود. این زیردریایی در سال ۱۹۰۳ ساخته شد.